# Ratko Adamović
Ratko Adamović (în sârbă Ратко Адамовић; n. 10 octombrie 1942, Knin, cantonul Šibenik-Knin, Croația) este un scriitor sârb. A primit premii literare prestigioase ca premiul pentru cea mai bună carte de debut în Iugoslavia, premiul Isidora Sekulić sau premiul Branko Ćopić.

## Viață și muncă
Adamović a studiat literatura comparată la Facultatea de Filologie din Belgrad. Scriitorul este un oficial de câteva decenii al Asociației Scriitorilor din Serbia. Este autor a șaptesprezece romane, patru volume de culegeri de povestiri scurte și eseuri, scrise în perioada 1971-2016. Colecția În grădinile Spiritului (U vrtovima duha) conține eseuri despre Marguerite Yourcenar, Fernand Braudel, Béla Hamvas⁠(d), John Cowper Powys, Alexander Genis, Paul Virilio⁠(d), Daniel J. Boorstin⁠(d), Gaston Bachelard, Isaac Bashevis Singer, Jacques Le Goff, Paulo Coelho, Christoph Ransmayr și alții. 
A primit Premiul Isidora Sekulić în 1997 pentru romanul său Nemuritorul Kaleb (Besmrtni Kaleb). Adamović a fost președintele juriului acestui premiu în perioada 2009-2016. Din 2012 este beneficiar al programului de susținere a artiștilor Pensiunea Națională a Republicii Serbia (Nacionalna penzija Republike Srbije). 
Romanul său Frânghia (Konopac) a fost publicat în limba poloneză (1982, ca Sznur), trei dintre povestirile sale scurte în antologii în limba germană (1979), lituaniană (1992) și engleză (1998). Opera sa este adesea asociată cu științifico-fantasticul din Serbia. A mai publicat în sârbă culegeri de povestiri ca Submarinul galben în 1971, Toată lumea moare în 1979 sau romane ca Kantarion în 1998, În spatele lui Dumnezeu în 2010, Evadarea vrăjitorului regal în 2013 sau Evanghelia pescarului în 2017. Submarinul galben a primit prestigiosul premiu pentru cea mai bună carte de debut în Iugoslavia.
În biografia sa online, el nu și-a dezvăluit locul nașterii, dar în colecția de cărți electronice a lucrărilor sale editate de Agencija Tea Books (disponibilă pe Google Books) locul nașterii este precizat ca fiind Sarajevo, ceea ce nu corespunde faptelor. În orice caz, el a participat la un eveniment politico-cultural în adevăratul său loc de naștere în iulie 1990, loc care a devenit capitala Republicii Sârbe Krajina un an mai târziu (Knin). În timpul bombardamentului NATO asupra Iugoslaviei din 1999, el a vorbit cu un jurnalist australian în Klub književnika⁠(d) despre Kosovo, interviu care a fost publicat de Green Left Weekly⁠(d) cu titlul: Sexism și rasism în Balcani. Este membru al PEN din Serbia și locuiește la Belgrad.
Multe dintre romanele sale au fost publicate în mai multe ediții. Povestirile și romanele lui Ratko Adamović au fost adaptate pentru film, radio și teatru, iar multe selecții în proză au fost traduse în limbile germană, engleză, italiană, poloneză, cehă, slovacă, română, greacă, rusă și lituaniană.
A fost multă vreme redactor al forumului „France 7” al Asociației Scriitorilor din Serbia, care ani de zile a fost unul dintre locurile emblematice în care s-a apreciat și s-a afirmat viața literară, un loc inevitabil pentru întâlniri despre „delictul verbal” și cărți interzise.
În două rânduri, a susținut mai multe serii de prelegeri la universități din America și Canada. Și-a petrecut cea mai mare parte a vieții ca scriitor profesionist.
Al șaptesprezecelea roman al său este Cina la mină (Вечера на Руднику). Viitorul său proiect este romanul Prometeu.